# Mario Adorf
Mario Adorf (n. Zúrich, Suiza, 8 de septiembre de 1930) es un actor de teatro y cine alemán.

## Biografía
Adorf nació en Zúrich, siendo hijo de un cirujano italiano y una enfermera alemana. Su debut cinematográfico fue en el filme de 1954 08/15, en donde interpretó a un soldado alemán. Adorf saltó a la fama en Europa, especialmente en Alemania, y participó en varias películas internacionales, entre ellas Major Dundee, Ten Little Indians y Smilla's Sense of Snow. También tuvo un papel menor en la adaptación de la BBC de la novela Smiley's People de John le Carré. Además, ha tomado parte en numerosas producciones italianas.
En 1963, se casó con la actriz Lis Verhoeven. Antes de su divorcio, la pareja tuvo una hija, Stella Adorf, quien también se dedica a la actuación. En 1985, Adorf contrajo matrimonio con Monique Faye.

## Filmografía selecta
- Die Erfindung der Liebe (2011)
- Gegengerade – 20359 St. Pauli (2011)
- Der letzte Patriarch (2010, TV)
- Das Geheimnis der Wale (2010, TV)
- Same Same But Different (2009)
- Rebecca Ryman: Wer Liebe verspricht' (2009, TV)
- Die Rote Zora (2008)
- Der Tag wird kommen (2007)
- Karol Wojtyła – Geheimnisse eines Papstes (2007, docudrama)
- Es ist ein Elch entsprungen (2005)
- Epsteins Nacht (2002)
- Felidae (1994)
- Amigomío (1994)
- The Holcroft Covenant (1985)
- Smiley's People (1982, TV)
- Lola (1981)
- El tambor de hojalata (1979)
- La mala ordina (1972)
- Milano calibro 9 (1972)
- König, Dame, Bube (1972)
- La tienda roja (1969)
- ...E per tetto un cielo di stelle (1968)
- Questi fantasmi (1967)
- Estambul 65 (1965)
- Ten Little Indians (1965)
- The Dirty Game (1965)
- Der Letzte Ritt nach Santa Cruz (1964)
- La entrevista (La visita) de Antonio Pietrangeli
- Winnetou 1. Teil (1963)
- Schachnovelle (1960)
- La ragazza della salina (1957)